# Rahat
Rahat (Hebreeuws: רַהַט , Arabisch: رهط ) is een stad in Israël. Het ligt in het district Zuid in de Negev, ongeveer 12 km ten noorden van Beér Sjeba.De plaats is gebouwd in 1972 als een van de zeven plaatsen die door de Israëlische regering voor bedoeïenen in de Negev zijn gebouwd. Rahat is intussen uitgegroeid tot de grootste plaats en heeft in 1994 de status 'stad' gekregen. Rondom de stad zijn sinds 2010 uitgestrekte industriële zones gebouwd.

## Geschiedenis

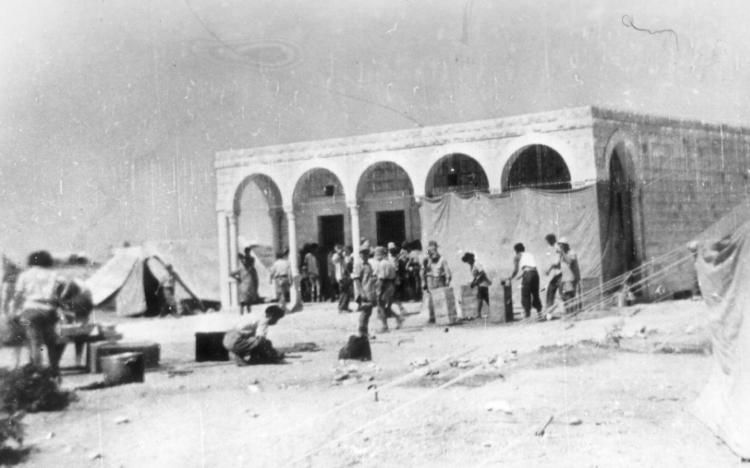
Leden van de Yiftach Brigade in al-Huzayil, (1948)

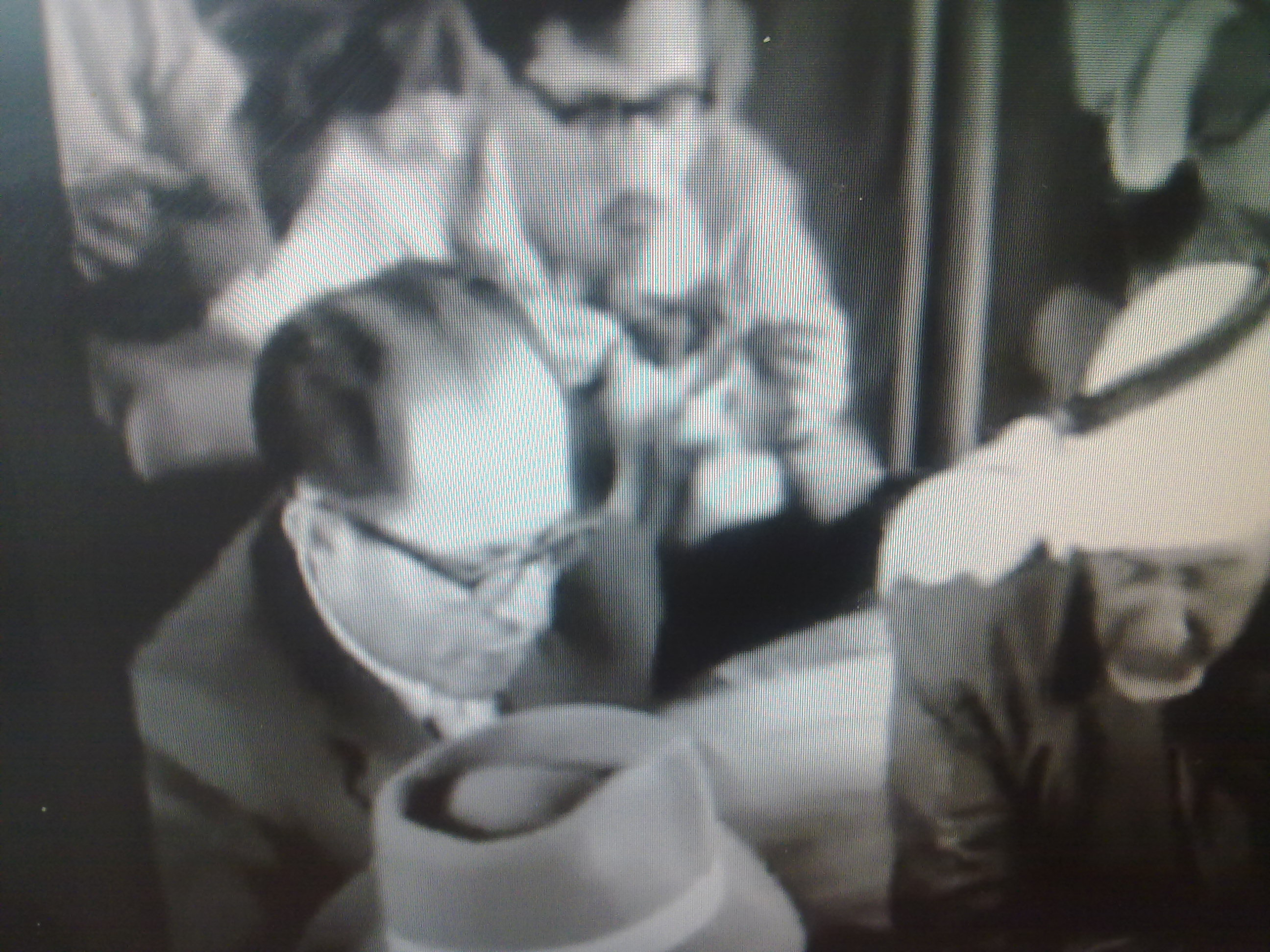
Salman al-Huzayl Sheikh van al-Huzayl in een ontmoeting met Menachem Begin, tussen 1977-1982

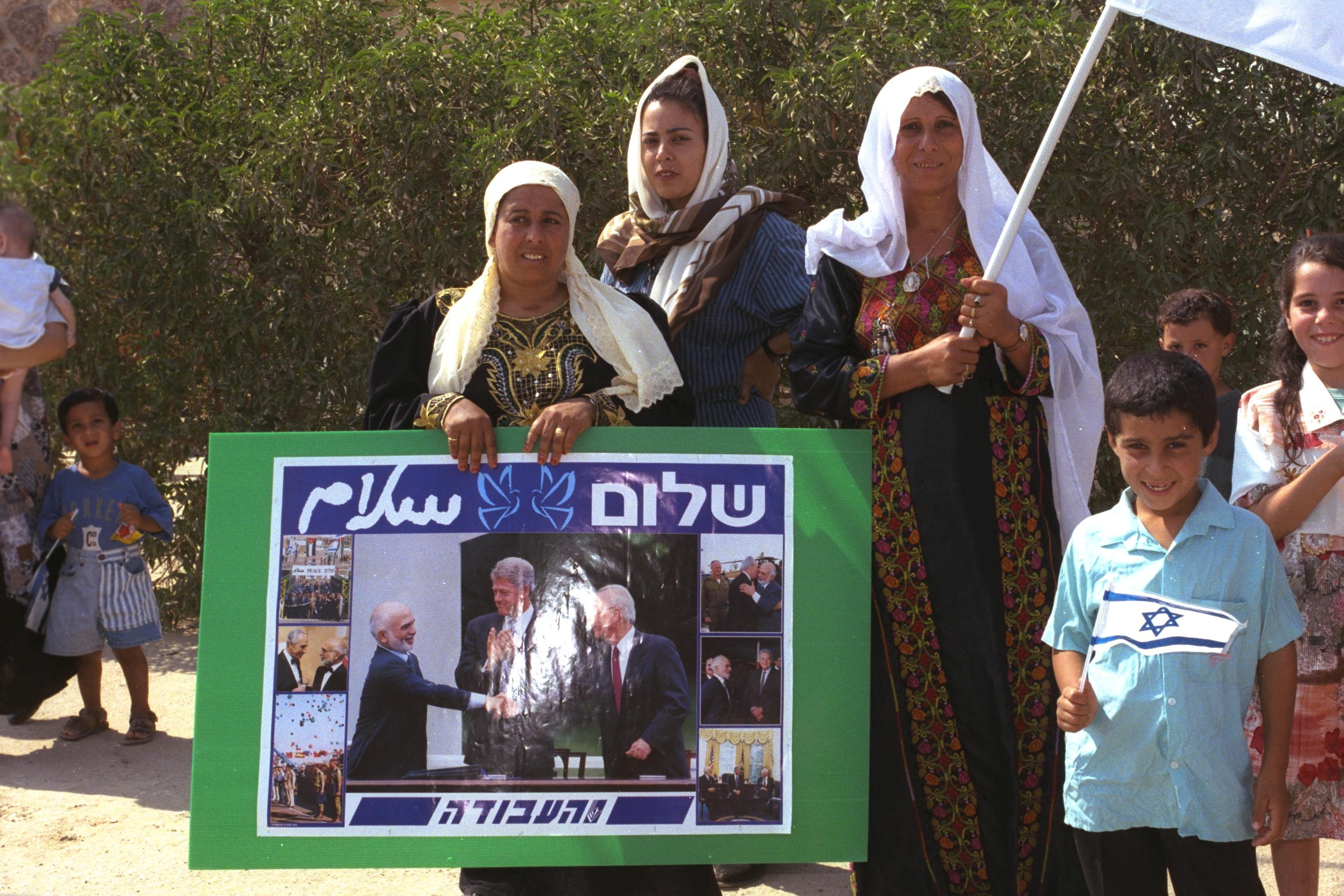
Bedoeïenenvrouwen met posters voor vrede bij een bezoek van Yitzhak Rabin aan Arat in 1995

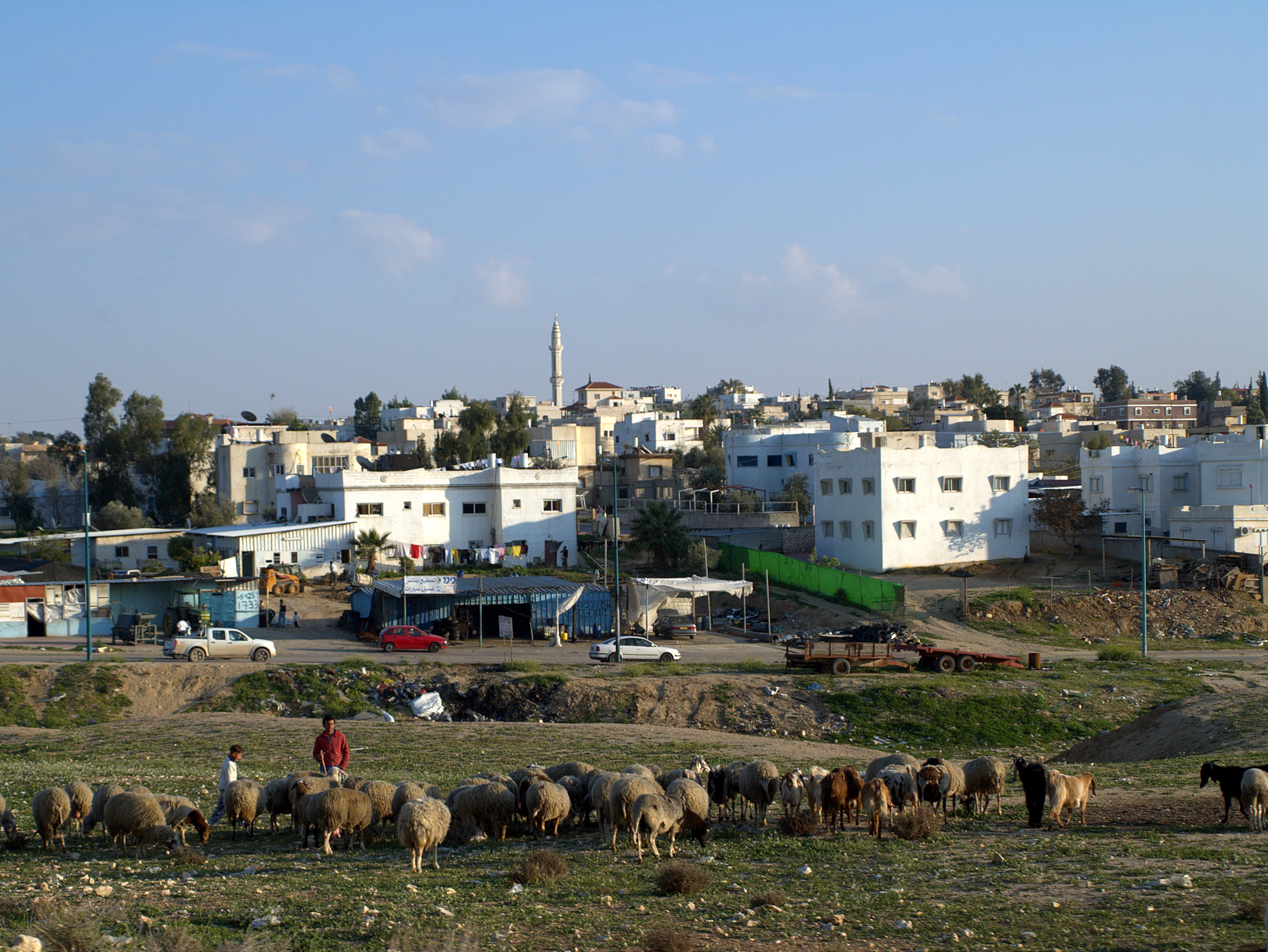
Rahat, (2009)

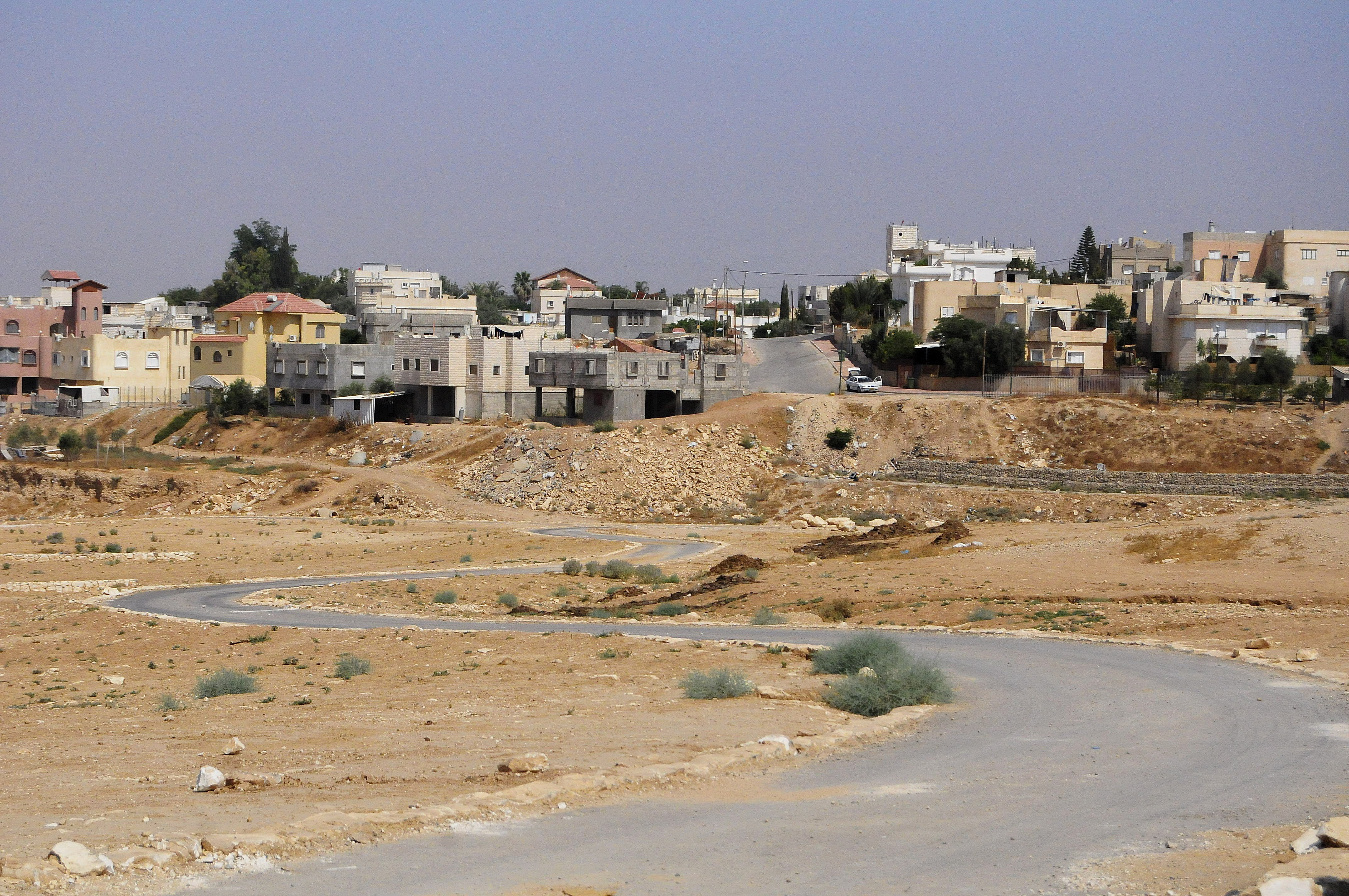
(2012)

Rahat is gebouwd te midden of op de plek van niet erkende bedoeïenendorpjes, waaronder El Huzaiyil volgens het Prawerplan (11 september 2011), (officieel: Wet voor de Regulering van Nederzettingen voor Bedoeïenen in de Negev. In 2013 werd door Benny Begin begonnen aan dit plan uitvoering te geven Dit Prawer-Beginplan omvatte de gedwongen verplaatsing van zo'n dertig duizend bedoeïenen naar deze grote steden en de verwoesting van hun niet-erkende dorpen. Bedoeïenen, maar ook parlementsleden protesteerden omdat er bij de voorbereiding tot dit besluit geen bedoeïenen waren betrokken, dat de tribale- en familiestructuur betreffende landgebruik niet in het plan waren meegenomen en dat het Prawer-Beginplan geen rekening heeft gehouden met de leefgewoontes en cultuur (lifestyle) van bedoeïenen. 
Bovendien was het strijdig met de aanbevelingen in het rapport van 2008 van de commissie Goldberg, die constateerde dat de bedoeïenen groot onrecht was aangedaan, en dat dit rechtgezet diende te worden door legalisering van zoveel mogelijk niet-erkende dorpsgemeenschappen. De Regionale Raad van Niet-erkende Dorpen, de Plannings-associatie Bimkom en de Bedoeïenengroep Sidra presenteerden een alternatief masterplan, een "rationele" legalisatie van alle 46 niet-erkende dorpen.
Anno 2015 is Rahat een van Israëls armste gemeenten. De relatie tussen de bedoeïenen in de stad en de politie die wordt beschuldigd van racisme staat op scherp. In 2015 braken er rellen uit nadat een jongeman onder verdachte omstandigheden door de politie was doodgeschoten, wat door de inwoners vergeleken werd met de dood van Michael Brown een jaar daarvoor.

## Internationale reacties ten aanzien van de geplande steden voor Bedoeienen
In augustus 2011 werd de regering van Israël door de VN-rapporteur voor de Rechten van Inheemse Volken opheldering gevraagd omtrent het verplaatsen van bedoeïenen naar voor hen geplande steden en het verwoesten van hun niet-erkende dorpjes in de Negev. "De manier waarop Israël omgaat met het landbezit van de bedoeïenen in de Negev is een reden tot bezorgdheid bij zowel het Human Rights Committee als bij het Committee on the Elimination of All Forms of Racial Discrimination" (CERD). 
Op 26 maart 2012 noemde de Commissie van de Verenigde Naties de Wet voor de regulering van nederzettingen voor Bedoeïenen in de Negev (Prawer-Beginplan)  discriminerend en zei dat het racistische praktijken zou kunnen legaliseren.

In juli 2012 riep het Europees parlement Israël op om dit plan terug te trekken en de rechten van de bedoeienen volledig te respecteren. Humanitaire organisaties noemden het plan ongehoord.

## Opgravingen
In 2019 werd in (de omgeving van) Rahat bij een archeologische opgraving de fundering van een moskee uit de zevende of achtste eeuw opgegraven. Het betreft een kleine moskee, waarvan de gebedsnis in de richting van Mekka wijst. Dergelijke moskeeën, gelegen op het platteland uit deze periode, zijn uiterst zeldzaam. Bijkomend werden overblijfselen ontdekt van grote gebouwen met een indeling bestaande uit kamers, binnentuinen, opslagruimtes voor levensmiddelen, kookruimtes en bakovens.